# Myrcia tenuifolia
Myrcia tenuifolia är en myrtenväxtart som först beskrevs av Otto Karl Berg, och fick sitt nu gällande namn av Marcos Sobral. Myrcia tenuifolia ingår i släktet Myrcia och familjen myrtenväxter. Inga underarter finns listade i Catalogue of Life.